# Kathy Dahlkemper
Kathleen A. "Kathy" Dahlkemper, född 10 december 1957 i Erie, Pennsylvania, är en amerikansk demokratisk politiker. Hon representerade delstaten Pennsylvanias tredje distrikt i USA:s representanthus 2009–2011.
Dahlkemper utexaminerades 1982 från Edinboro State College (numera Edinboro University of Pennsylvania). Hon var sedan verksam inom affärslivet i Pennsylvania.
Dahlkemper vann klart mot Kyle Foust i demokraternas primärval inför kongressvalet 2008. Hon besegrade sedan sittande kongressledamoten Phil English i själva kongressvalet.
Dahlkemper är abortmotståndare och förespråkar rätten att bära vapen.
Dahlkemper är katolik. Hon och maken Dan har fem vuxna barn.